# Franz von Epp
Franz Xaver Ritter von Epp (Munique, 16 de outubro de 1868 – Munique, 31 de janeiro de 1947) foi um oficial do Exército Imperial Alemão no início do século XX que chegou ao posto de Reichsstatthalter (Governador Imperial) da Baviera, uma posição com poderes ditatoriais, durante o período da alemanha nacional-socialista.
General e político alemão que iniciou sua carreira militar no Exército da Baviera. O serviço militar bem-sucedido durante a guerra rendeu-lhe o título de cavaleiro em 1916. Após o fim da Primeira Guerra Mundial e a dissolução do Império Alemão, von Epp era um oficial comandante nos Freikorps e no Reichswehr . Ele foi membro do Partido do Povo da Baviera, antes de ingressar no Partido Nazista em 1928, quando foi eleito membro do parlamento alemão ou Reichstag, cargo que ocupou até a queda da Alemanha nazista. Ele foi o Reichskommissar, mais tarde Reichsstatthalter, da Baviera, e um Reichsleiter do Partido Nazista.

## Biografia

### Carreira militar
Franz Epp nasceu em Munique em 1868, filho do pintor Rudolph Epp e Katharina Streibel. Ele passou seus anos escolares em Augsburgo e depois disso ingressou na academia militar de Munique. Ele serviu como voluntário no Leste Asiático durante a rebelião Boxer em 1900-01 e depois se tornou um comandante de companhia na colônia do Sudoeste Africano da Alemanha (agora Namíbia), onde participou do sangrento Genocídio Hererós e Namaquas. Durante a Primeira Guerra Mundial, ele serviu como comandante do Regimento de Salva-vidas de Infantaria Real da Baviera na França, Sérvia, Romênia e na frente de Isonzo .
Por seu serviço de guerra, Epp recebeu numerosas medalhas, das quais o Pour le Mérite (29 de maio de 1918) foi a mais significativa. Ele também foi nomeado cavaleiro, sendo feito Ritter von Epp em 25 de fevereiro de 1918, e recebeu a Ordem Militar da Baviera de Max Joseph (23 de junho de 1916).

### Freikorps
Após o fim da guerra, Epp formou o Freikorps Epp , uma unidade paramilitar de direita composta principalmente por veteranos de guerra, da qual o futuro líder da SA Ernst Röhm era membro. Esta unidade participou do esmagamento da República Soviética da Baviera em Munique, sendo responsável por vários massacres. Epp juntou-se ao Reichswehr e foi promovido a General major em 1922. Ele se despediu do exército alemão depois de se envolver com associações de direita em 1923.
Quando foi necessário que o Partido Nazista comprasse um jornal para divulgar seu credo político, Epp disponibilizou cerca de 60 mil Reichsmarks de fundos secretos do exército para adquirir o Völkischer Beobachter, que se tornou o porta-voz diário do partido.
Com a expansão do Sturmabteilung (SA), tornou-se um bando armado de várias centenas de milhares de homens, cuja função era proteger os comícios nazistas e desorganizar os de outros partidos políticos. Alguns de seus líderes, particularmente Ernst Röhm, visualizaram as SA como suplantando o exército regular quando Adolf Hitler chegou ao poder nacional. Para tanto, foi criado um departamento sob a direção de Epp, denominado Wehrpolitisches Amt (gabinete político do Exército). Nada resultou disso, pois um Hitler desconfiado destruiu a SA e muitos de seus líderes mortos na Noite das Facas Longas no verão de 1934.

### Carreira no parlamento e no Partido Nazista
Depois de deixar o Partido do Povo da Baviera , Epp em 20 de maio de 1928 foi eleito do círculo eleitoral 26 (Francônia) como um dos primeiros 12 deputados do Partido Nazista ao Reichstag . Ele continuaria a ser eleito para o Reichstag em cada eleição subsequente durante os regimes de Weimar e nazista até 1945. Ele serviu como chefe do Partido Nazista de seu Gabinete Político-Militar de 1928 a 1945 e, mais tarde, como líder da Sociedade Colonial Alemã, uma organização dedicada a recuperar as colônias perdidas da Alemanha. Em 31 de agosto de 1933, ele foi promovido a Reichsleiter, o segundo posto político mais alto do Partido Nazista. Em maio de 1934 ele se tornou chefe do Escritório de Política Colonial NSDAP até sua dissolução em fevereiro de 1943.

### ReichskommissareReichsstatthalterda Baviera
A ação histórica notável final de Epp ocorreu em 9 de março de 1933, duas semanas antes de o Reichstag aprovar a lei de habilitação, que concedeu poderes ditatoriais a Hitler. Sob as ordens de Hitler e Wilhelm Frick, ele aboliu o governo da Baviera e estabeleceu um regime nazista, com ele mesmo como Reichskommissar. Em 10 de abril, Hitler o nomeou Reichsstatthalter para a Baviera. Nessa posição, ele freqüentemente entrava em confronto com o ministro-presidente nazista da Bavária, Ludwig Siebert. A tentativa de Epp de limitar a influência do governo central na política da Baviera falhou. Ele, no entanto, manteve seu posto como Reichsstatthalter até o fim da guerra, embora nessa altura fosse politicamente insignificante.
Em 8 de maio de 1933, o DO X de von Epp caiu no Passau Kachlet. A cidade chamou uma de suas ruas de Ritter-von-Epp-Straße.

### Prisão e morte
Ele foi preso por ordem de Paul Giesler em 1945, por ser associado ao Freiheitsaktion Bayern, um grupo anti-nazista liderado por Rupprecht Gerngroß. No entanto, Epp não queria se envolver diretamente com o grupo, pois considerava seu objetivo - render-se aos Aliados - uma forma de traição ao exército alemão.
 

Sofrendo de um problema cardíaco, ele foi hospitalizado em Bad Nauheim no final da guerra. Em 9 de maio de 1945, um funcionário do hospital alertou agentes do US Counterintelligence Corps que Epp era um paciente lá, e ele foi preso e enviado a um campo de prisioneiros em Munique para aguardar julgamento em Nuremberg. Ele morreu na prisão em 31 de janeiro de 1947.